# أليوت سيمونز
أليوت سيمونز (بالإنجليزية: Elliot Simmons) هو لاعب كرة قدم بريطاني في مركز الوسط، ولد في 5 فبراير 1998 في لوتن في المملكة المتحدة. لعب مع نادي دلكورد.

## وصلات خارجية
- أليوت سيمونز على موقع قاعدة بيانات كرة القدم.إي يو (الإنجليزية)
- أليوت سيمونز على موقع Soccerway.com (الإنجليزية)